# Typhlops mackinnoni
Typhlops mackinnoni este o specie de șerpi din genul Typhlops, familia Typhlopidae, descrisă de Wall 1910. Conform Catalogue of Life specia Typhlops mackinnoni nu are subspecii cunoscute.